# Bodzanowo Drugie
Bodzanowo Drugie – wieś w Polsce położona w województwie kujawsko-pomorskim, w powiecie radziejowskim, w gminie Dobre. Wieś sołecka (zobacz BIP).
W latach 1975–1998 miejscowość należała administracyjnie do województwa włocławskiego. Miejscowość należy do parafii w Byczynie.

## Demografia
Według Narodowego Spisu Powszechnego (III 2011 r.) wieś liczyła 107 mieszkańców. Jest piętnastą co do wielkości miejscowością gminy Dobre.